# Боярка (Черкасская область)
Бо́ярка (укр. Боярка) — село в Лысянском районе Черкасской области Украины.

## Физико-географическая характеристика

### Географическое положение
- Расположено внизу реки Гнилой Тикич в 20 км северо-западнее районного центра и железнодорожно-товарной станции Лысянки, на границе с Богуславским районом.
- Площадь населённого пункта — 3050 га.

## Население
- В 1654 году население городка насчитывало шляхтичей — 21, казаков — 89, мещан — 245.
- В 1900 году волостное местечко Боярка насчитывало 245 дворов, а в них — 2 996 жителей, из которых мужчин было 1 519 человек, а женщин — 1 477.
- Во время голодомора 1932—1933 годов умерло 650 человек, 47 жителей села подверглись политическим репрессиям.
- За годы Великой Отечественной войны погибло 162 жителя Боярки и ещё 84 воина Советской армии погребены в Братской могиле, из них известных 27.
- В 2009 году численность населения составляла 654 человека, домов — 377.

### Религия
- Православие.
- В 1864 году в селе было жителей обоего пола: православных — 1 500, римских католиков — 75, евреев — 405.

## Органы власти
- Орган местного самоуправления населённого пункта — исполнительный комитет Боярского сельского совета Лысянского района Черкасской области.

### Административное деление
- В 1864 году северо-восточная часть села называлась Порадовка, а юго-западная — Бродок.
- В 1967 году в состав села включены 4 населённых пункта — Боярка, Порадовка, Харченков, Бродок, — которые объединились в единую сельскую агломерацию.

## История
- Село Боярка впервые упоминалось в приказе польского гетмана Конецпольского князю Вишневецкому от января 1644 года, чтобы тот двигался с войском от Корсуня на Боярку.
- Согласно народным преданиям Боярка существовала во времена расцвета Киевской Руси: на левом берегу Гнилого Тикича возвышалось городище Китайгород. По реке Гнилой Тикич и её притоку реке Боярка сюда приплывали бояре на торг, оставив по себе название реке и селу.
- В 1240 году во время монголо-татарского нашествия поселения Китайгорода сожгли орды Батый-хана. Боярин переселился на левый берег Тикича, отовсюду защищённый лесами и болотами, основав село Боярка.
- С 1654 года Боярка — сотенный городок Белоцерковского полка. Городок был укреплён малой башней с тремя башнями. Въезд в Боярку осуществлялся через трое ворот, двое из которых находились в башнях. В центре городок был укреплён дополнительно частоколом. Для обороны здесь держали медную пищаль и 4 железные, которые стреляли ядрами, а также 6 пищалей малого калибра. В том же году жители городка присягнули на верность русскому царю.
- В начале 1660-х годов в Боярке была свергнута власть Речи Посполитой, однако в 1665 году городком завладело польское войско во главе с С. Чарнецким, который приказал вырезать всё население.
- С 1722 года Боярка принадлежала Яну Яблоновскому.
- По состоянию на 1864 год село принадлежало графам Браницким.
- В 1917—1921 годах население Боярки контролировали отряды Вольного казачества под предводительством атамана Квитковского, который старался не допустить в крае власть большевиков.
- В июле 1941 года Боярку оккупировали немецко-фашистские захватчики, а в 1944 году село освободили после завершения Корсунь-Шевченковской операции.

## Экономика
- По состоянию на 1 января 1900 года:
  - главное занятие жителей — хлебопашество; кроме того, крестьяне отправлялись на заработки в Херсонскую губернию;
  - из 1 243 га сельской земли церкви принадлежало 63 га, крестьянам — 1 180. Хозяйство вело сельское общество по трёхпольной системе;
  - в городке действовали 3 мельницы, которые работали с использованием лошадиной силы. Также действовали 2 водяные и 4 ветряные мельницы, 4 кузницы;
  - в городке по четвергам проводились ярмарки;
  - пожарный обоз состоял из 6 бочек, 6 вёдер и 4 багров, содержимых на средства общества;
  - крестьяне обладали мирским капиталом в 77 руб., находящимся в ссуде. Сельских банков имелось 1; в нём было капитала: наличного — 45 р. 8 коп., и в ссуде — 1 566 р.;
  - запасных хлебных магазинов имелось 1; в нём находилось на лицо хлеба: озимого — 316 четв. 6 четверик. и ярового — 160 четв. 2 четверика; в ссудах и недоимках: озимого — 45 четв. 2 четверика и ярового — 20 четв. 6 четверик.
- В начале 1920-х годов в Боярке установилась власть большевиков, начался процесс коллективизации.
- Первое коллективное хозяйство (совместная обработка земли — СОЗ) — колхоз «Червона нива» — было основано 29 октября 1929 года, председателем которого избрали Пожаренка С. Д., одного из организаторов СОЗа. Позднее колхоз был реорганизован в колхоз имени А. Жданова.
- Представители 21 крестьянского хозяйства претерпели раскулачивание, а уже в ноябре 1930 года почти все крестьяне Боярки вступили в колхоз, который охватывал 360 крестьянских хозяйств. Обобществили не только землю, но и все средства сельскохозяйственного производства, лошадей, телеги и т. д.

### Транспорт
- Маршруты автобусов:
  - Лысянка — Шушковка
  - Лысянка — Киев
  - Лысянка — Черкассы
  - Богуслав — Киев

## Здравоохранение
- В 1900 году работал 1 фельдшер.
- 1 амбулатория.
- 1 больница (5 коек).
- 1 аптека.

## Наука и образование
- В 1900 году действовали одноклассная народная министерская школа, школа грамоты.
- В настоящее время действует Боярский учебно-воспитательный комплекс «Дошкольное учебное заведение — общеобразовательная школа I—III ст.»

## Культура и искусство
- В январе 1975 года в селе был открыт новый дом культуры на 400 мест.
- 1 библиотека на 500 мест.

### Праздники
- 30.09 — Веры, Надежды, Любови и матери их Софии

## Архитектура и достопримечательности
- В 1709 году построена церковь Святого Николая, дворов имела 40; священником при ней был Иосиф Николаевич, посвящённый в 1709 году в Киеве митрополитом Иоасафом Кроковским, потом installwany в Уневе в 1737 году униатским митрополитом.
- Во второй половине XVIII века была построена соборная деревянная церковь Святого Георгия, по штатам была отнесена к 5-му классу; земли имела 65 га.
- В 1900 году в селе действовали 2 еврейские синагоги.
- В 2007 году был установлен памятник жертвам голодомора.
- В селе установлен Обелиск Славы, на котором высечены имена всех погибших односельчан.
- Согласно программе правительства село Боярка включено в туристический маршрут, который входит в программу «Золотая подкова Черкащины» по местам выдающегося поэта Украины Т. Г. Шевченко. Согласно этой программе проводится немало изменений в селе, в частности развернуто масштабное строительство музейно-этнографического комплекса «Объекты туристического маршрута».

## Известные люди
- Яровой Филипп Степанович — Герой Советского Союза.
- Химич Василий Сидорович — Герой Советского Союза.
- Поваженко Иван Емельянович — профессор, доктор ветеринарных наук, первый на Украине заслуженный деятель науки УССР, награждён орденами Ленина, Трудового Красного Знамени, Октябрьской революции.
- Киношенко Юлиан Тодосьович — профессор, доктор медицинских наук.
- Корунец Илья Вакулович — профессор, доктор лингвистических наук.
- Кириченко Антон Минович — кандидат наук, доцент Киевского национального университета имени Т. Г. Шевченко.
- Боковой Виктор Иванович — кандидат наук, доцент Белоцерковского сельскохозяйственного университета.
- Слюзинская Вера Куприяновна — первая учительница села Боярка, награждена орденом Ленина.
- Стеблий Олег Иванович — начальник гражданской обороны АРК.
- Супрун Николай Алексеевич — советник премьер-министра.

## Бродок
- По состоянию на 1 января 1900 года:
  - в селе дворов — 80, жителей обоего пола — 441 человек, из них мужчин — 206 и женщин — 235;
  - главное занятие жителей — хлебопашество; кроме того, крестьяне отправлялись на заработки в Херсонскую губернию;
  - в селе числилось земли — 361 га, принадлежавших Удельному Ведомству;
  - хозяйство велось по трёхпольной системе;
  - в селе были 1 школа грамоты, 2 ветряные мельницы; мирской капитал в 63 рубля, находившийся в ссуде; 1 сельский банк, в котором было на лицо 18 руб. 46 коп. и в ссуде — 825 руб. и 1 запасной хлебный магазин, в котором находилось 124 четв. озимого и 62 четв. ярового хлеба.
- В 1930 году образован колхоз имени Т. Г. Шевченко, который впоследствии объединили в одно хозяйство имени М. Калинина (село Порадовка).

## Порадовка
- По состоянию на 1 января 1900 года:
  - в селе дворов — 168, жителей обоего пола — 869 человек, из них мужчин — 443 и женщин — 426;
  - главное занятие жителей — хлебопашество; кроме того, крестьяне отправлялись на заработки в Херсонскую губернию;
  - в селе числилось земли 481 га, принадлежавших Удельному Ведомству;
  - хозяйство в имении вело сельское общество по трёхпольной системе;
  - в селе имелись 1 церковно-приходская школа, 6 ветряных мельниц, 6 кузниц, 1 сельский банк, в котором было капитала: наличного — 15 р. 20 к. и в ссуде — 2 029 руб. и 1 запасной хлебный магазин, в котором находилось на лицо хлеба: озимого — 169 четв. и ярового — 84 чт. 4 чк.
- В начале 1930-х годов организован колхоз «Вольный пахарь», который в 1946 году переименовали в колхоз имени М. Калинина.
- Среди многочисленных археологических находок на западной окраине села Порадовка было найдено поселение позднего каменного века, остатки поселений трипольской культуры среднего этапа, поселение позднего палеолита, зарубинецкой культуры, древнерусского периода, позднего Средневековья, а также могильники эпохи бронзы и раннего железного века.
- В селе создан Музейный историко-этнографический комплекс. В 2006 году он включен в государственную программу «Золотая подкова Черкащины».
- В селе по инициативе сельской общины села Чаплинка и их земляка Супруна М. О. и его родственников за счёт благотворительной организации и меценатов завершается строительство церкви в честь святых мучениц Веры, Надежды, Любови и матери их Софии, которое было начато с благословения митрополита Киевского и всея Украины Володимира и архиепископа Черкасского и Каневского Софрония.